# Firestone 550 2012
La Firestone 550 2012 è la settima tappa della stagione 2012 della Indy Racing League. Si è disputata il 9 giugno 2012 sull'ovale del Texas Motor Speedway e ha visto la vittoria di Justin Wilson.

## Gara
| Pos | #  | Pilota              | Team                             | Motore    | Giri | Tempo/Ritirato     | Griglia | Giri in testa | Punti |
| --- | -- | ------------------- | -------------------------------- | --------- | ---- | ------------------ | ------- | ------------- | ----- |
| 1   | 18 | Justin Wilson       | Dale Coyne Racing                | Honda     | 228  | 1:59:02.0131       | 17      | 11            | 50    |
| 2   | 38 | Graham Rahal        | Chip Ganassi Racing              | Honda     | 228  | + 3.9202           | 3       | 27            | 40    |
| 3   | 2  | Ryan Briscoe        | Team Penske                      | Chevrolet | 228  | + 5.8619           | 10      | 5             | 35    |
| 4   | 27 | James Hinchcliffe   | Andretti Autosport               | Chevrolet | 228  | + 10.4511          | 6       | 8             | 32    |
| 5   | 4  | J.R. Hildebrand     | Panther Racing                   | Chevrolet | 228  | + 18.7749          | 23      | 0             | 30    |
| 6   | 77 | Simon Pagenaud (R)  | Schmidt Hamilton Motorsports     | Honda     | 228  | + 21.3883          | 9       | 0             | 28    |
| 7   | 3  | Hélio Castroneves   | Team Penske                      | Chevrolet | 227  | + 1 giro           | 15      | 0             | 26    |
| 8   | 12 | Will Power          | Team Penske                      | Chevrolet | 227  | + 1 giro           | 5       | 24            | 24    |
| 9   | 98 | Alex Tagliani       | Team Barracuda – BHA             | Honda     | 227  | + 1 giro           | 1       | 20            | 23    |
| 10  | 19 | James Jakes         | Dale Coyne Racing                | Honda     | 227  | + 1 giro           | 21      | 0             | 20    |
| 11  | 11 | Tony Kanaan         | KV Racing Technology             | Chevrolet | 227  | + 1 giro           | 7       | 0             | 19    |
| 12  | 20 | Ed Carpenter        | Ed Carpenter Racing              | Chevrolet | 227  | + 1 giro           | 19      | 0             | 18    |
| 13  | 67 | Josef Newgarden (R) | Sarah Fisher Hartman Racing      | Honda     | 226  | + 2 giri           | 25      | 0             | 17    |
| 14  | 10 | Dario Franchitti    | Chip Ganassi Racing              | Honda     | 225  | + 3 giri           | 2       | 0             | 16    |
| 15  | 6  | Katherine Legge (R) | Dragon Racing                    | Chevrolet | 224  | + 4 giri           | 22      | 0             | 15    |
| 16  | 14 | Mike Conway         | A.J. Foyt Enterprises            | Honda     | 224  | + 4 giri           | 18      | 0             | 14    |
| 17  | 26 | Marco Andretti      | Andretti Autosport               | Chevrolet | 222  | + 6 giri           | 8       | 0             | 13    |
| 18  | 9  | Scott Dixon         | Chip Ganassi Racing              | Honda     | 173  | Contatto           | 4       | 133           | 14    |
| 19  | 5  | E.J. Viso           | KV Racing Technology             | Chevrolet | 129  | Problema meccanico | 14      | 0             | 12    |
| 20  | 22 | Oriol Servià        | Panther/Dreyer & Reinbold Racing | Chevrolet | 89   | Pressione benzina  | 11      | 0             | 12    |
| 21  | 28 | Ryan Hunter-Reay    | Andretti Autosport               | Chevrolet | 66   | Problema meccanico | 13      | 0             | 12    |
| 22  | 15 | Takuma Satō         | Rahal Letterman Lanigan Racing   | Honda     | 63   | Contatto           | 20      | 0             | 12    |
| 23  | 83 | Charlie Kimball     | Chip Ganassi Racing              | Honda     | 29   | Contatto           | 16      | 0             | 12    |
| NP  | 8  | Rubens Barrichello  | KV Racing Technology             | Chevrolet | 0    | Non partito        | 12      | 0             | 6     |
| NP  | 78 | Simona de Silvestro | HVM Racing                       | Lotus     | 0    | Non partita        | 24      | 0             | 5     |